# Klepper-Faltbootmuseum
Das Klepper-Faltbootmuseum ist ein Museum des Klepper Museum e. V. in den werkseigenen Ausstellungsräumen der Klepper Faltbootwerft. Es liegt im Klepper-Park in Rosenheim, welcher seit 1919 Standort der gleichnamigen Bootswerft ist. Das Werk war mit knapp 3000 Arbeitnehmern einst größter Arbeitgeber Rosenheims.

## Museum
Die Ausstellungsräumlichkeiten wurden im Mai 2001 nach umfassender Renovierung eröffnet. Das Museum soll laut Vorstandssprecherin Ursula Isbruch „ein Ort zum Treffen und Träumen von Faltbootfans und Kanusportlern sein“. Themengebiete des Museums sind die vergangenen Höhepunkte des robusten, zerlegbaren Wassersportgeräts, wie beispielsweise die siegreiche Olympiateilnahme 1936, bei der Klepper-Faltboote verwendet wurden, oder auch die erfolgreiche Atlantiküberquerung von Hannes Lindemann 1956. Gleichzeitig soll die Ausstellung Besucher zu neuen Abenteuern mit dem Faltboot in der freien Natur anregen.
Von der ursprünglichen Konstruktion des Bootsgerüstes aus Bambusstäben werden im Ausstellungsraum Originalteile gezeigt, sowie einer der Prototypen, mit denen Alfred Heurich experimentierte. Der Siegeszug des Faltbootes nach der Fahrt von Alfred Heurich auf der Isar 1905 begann nach dem Ersten Weltkrieg. Von den einstmals knapp 70 Faltbootwerften sind nur noch wenige Dokumente erhalten. Ausgestellt sind Faltbootgerüste der Firmen Erbacher, Harr, LFB, Marquart, Pionier und Klepper, sowie als Leihgaben des Internationalen Kanuverbands Faltbootgerüste von Tyne und Lore. Auch historische Exemplare des Klepper-Mantels und -Zelte sind ausgestellt.
Durch einen Brand im Jahr 1995 sind alle firmenseitig gesammelten Faltboote und andere Exponate vernichtet worden. Die heutige Sammlung wurde aus Spenden von Vereinsmitgliedern oder aus Beständen von Privatpersonen aufgebaut.